# ان‌جی‌سی ۱۳۰۰
ان‌جی‌سی ۱۳۰۰ یک کهکشان مارپیچی میله‌ای است